# RISE UP
『RISE UP』（ライズアップ）は、2009年11月21日に公開された日本映画。

## あらすじ
石川県白山市にある獅子吼高原を舞台に、パラグライダーに夢中になる少年と少女の物語。
パラグライダーに熱中する高校生・航（わたる）は一年前の自動車事故により失明した少女・ルイと知り合う。失明のショックから立ち直れずリハビリセンターにも通わないでいたルイは航やその親友の裕哉（ひろや）を自分の“盲導犬”として世話をさせることでしだいに親しくなっていく。互いに惹かれ始める航とルイの二人。しかし、二人の間には残酷な過去が横たわっていた。目をそらしたくなるような事実を前に、航とルイは再び向き合うことができるだろうか―。

## キャスト
- 津屋崎航：林遣都…わたる。主人公。
- 柳沢ルイ：山下リオ…盲目のヒロイン。
- 梶裕哉：太賀…ひろや。航の親友。
- 星野淳平：中林大樹
- 小笠原忍：嶋尾康史
- 柳沢誠一郎：青木崇高…ルイの兄。
- 細木美知代、hideco(little by little)、森はづき ほか

## スタッフ
- 監督・編集：中島良
- 脚本：入江信吾
- 撮影監督：猪本雅三
- 撮影：御木茂則
- 録音：土屋和之
- 美術：山下修侍
- 監督補：高明
- 助監督：山口雄也、松下洋平
- 音楽：tetsuhiko
- 音響効果：橋本正明
- 取材協力：石川県視覚障害者情報文化センター、東京都視覚障害者生活支援センター
- パラグライダーコーディネート&空撮：スカイ獅子吼パラグライダースクール、獅子吼高原パラグライダースクール
- 撮影協力：石川県、石川県産業創出支援機構、獅子吼高原スカイレジャーエリア運営協議会、金沢フィルムコミッション、白山市、白山市教育委員会、鶴来観光協会、鶴来商工会、ほか
- 日本語字幕制作：京都リップル
- 音声ガイド制作：バリアフリー映画鑑賞推進団体 シティ・ライツ
- プロデューサー：三木和史、土田一登
- 製作者：細野義朗、高桑秀治、多井久晃、三木和史、松本斉、卜部信一、吉鶴義光
- 製作：「RISE UP」製作委員会（S・D・P、フォーティックデザイン、ワコー、テレビ金沢、ビデオプランニング、アルカディア、ツイン）

## 使用楽曲
- 主題歌：little by little「Never Too Late」（作詞・作曲：tetsuhiko）
- 挿入歌：little by little「ボクはテドリン」（作詞：チームスピカ 作曲：TATSUKI 編曲：上田哲也）

## 受賞歴
- 第43回ヒューストン国際映画祭金賞[1]